# Карл Евальд Гассе
Карл Евальд Гассе (нім. Karl Ewald Hasse; 23 червня 1810, Дрезден — 26 вересня 1902, Ганновер) — німецький лікар, професор патології.

## Біографія
Карл Евальд Гассе вивчав медицину в університетах Дрездена та Лейпцига. У 1833 отримав докторський ступінь. Крім того, був особистим лікарем графа Строганова. Після навчальних поїздок до Парижа та Відня Гассе повернувся до Лейпцигу. В 1836 захистився в Лейпцигу і став прозектором. У 1839 він став ад'юнкт-професором патологічної анатомії в Лейпцигу. У 1844 році він був призначений у Цюриху медичним директором кантональних лікарень та професором медичної клініки та патології. У 1846—1847 був ректором університету. У 1852 році він отримав звання професора спеціальної патології в медичній клініці в Гейдельберзі. Вільгельм Вундт був його помічником тут у 1856 році. У тому ж році Гассе вирушив до Геттінгена з такою ж посадою, де до 1878 року працював директором медичної клініки; його учнем був Роберт Кох. Після виходу на пенсію у 1880 році Карл Евальд Гассе переїхав до Хамельна, а потім до Ганновера.